# هیوندای دپارتمنت استور
هیوندای دپارتمنت استور (به انگلیسی: Hyundai Department Store) شرکت خرده‌فروشی کره‌ای است، که در سال ۱۹۷۱ تأسیس شد و هم‌اکنون با در اختیار داشتن شبکه‌ای از ۱۴ فروشگاه، به‌عنوان سومین شرکت خرده‌فروشی چندمنظوره در کره جنوبی شناخته می‌شود.
دفتر مرکزی شرکت هیوندای دپارتمنت استور در شهر سئول قرار دارد و بخشی از سهام آن در بازار بورس کره معامله می‌شود.